# Konspiration 58
Konspiration 58 é um mocumentário sueco de 2002 sobre a Copa do Mundo FIFA de 1958, realizada na Suécia.
A trama do filme é que a Copa de 58 não aconteceu, mas foi fingida e existe apenas como cobertura forjada de televisão e rádio em uma conspiração entre a televisão americana e sueca, a CIA e a Fifa como parte da Guerra Fria. No filme, diz-se que a Suécia não dispunha dos recursos econômicos e/ou técnicos necessários para acolher um evento de tal magnitude. A trama alega que o motivo americano para forjar a Copa foi testar a eficácia da propaganda televisiva. Quando o filme originalmente foi ao ar, o público não foi informado antecipadamente que era um mocumentário, dando a impressão de que a Konspiration 58 de fato existiu.

## O Filme
No filme, o historiador sueco Bror Jacques de Wærn tenta provar que a Copa de 58 não aconteceu de verdade na Suécia, como todo mundo pensava, mas foi uma série de jogos disputados para inglês ver, em Los Angeles, na Califórnia. A razão que teria levado os jogos a serem disputados nos EUA seria porque os americanos queriam saber o poder de influência da televisão nas pessoas.
Para comprovar sua pesquisa, de Wærn escreveu o livro “The Football Conspiracy”, no qual mostra fotos de prédios que ele diz não existirem na época perto dos estádios, estudos sobre a incidência solar e outros detalhes inusitados. Até as chuteiras dos jogadores brasileiros, que disputaram a final com a própria Suécia, entram na dança. de Wærn diz que os calçados brasileiros são falsos por serem muito mais avançados do que os utilizados na época.
O historiador é um dos fundadores de um grupo chamado Konspiration 58, que tenta provar toda essa teoria.

## Elenco
| Nome                 | Papel                                                          |
| -------------------- | -------------------------------------------------------------- |
| Bror Jacques de Wærn | Autor, historiador, professor, e presidente da Konspiration 58 |
| Olof Arnell          | Diretor da Konspiration 58                                     |
| Ingrid Lorentzen     | Pesquisador da Konspiration 58 Foundation                      |
| Thomas Böhm          | Psicologista                                                   |
| Caj Ernelli          | Livreiro                                                       |
| Bengt Grive          | Escritor esportivo na década de 1950                           |
| Ulf Drakenberg       | Jornalista esportivo na década de 1950                         |
| Bengt Ågren          | Secretario do FIFA Organization Committee em 1958              |
| Per Carlsson         | Chairman of the Vindicate the 1958 Movement                    |
| Lennart Johansson    | Presidente da UEFA no período de 1990-2007                     |
| Agne Simonsson       | Jogador sueco que jogou a Copa de 1958                         |
| Kurt Hamrin          | Jogador sueco que jogou a Copa de 1958                         |
| Sigvard Parling      | Jogador sueco que jogou a Copa de 1958                         |